# مرغ شاخدار شهپردار
مرغ شاخدار شهپردار (نام علمی: Guttera plumifera) نام یک گونه از خانواده مرغ شاخدار است.